# Les damnés ne pleurent pas
Les damnés ne pleurent pas (internationaler Titel: The Damned Don’t Cry, dt.: „Die Verdammten weinen nicht“) ist ein Spielfilm von Fyzal Boulifa aus dem Jahr 2022. Das Drama handelt von einer fragilen Mutter-Sohn-Beziehung. Die Hauptrollen übernahmen Abdellah El Hajjouji und Aicha Tebbae.
Das Werk wurde am 8. September 2022 im Rahmen der Internationalen Filmfestspiele von Venedig uraufgeführt.

## Handlung
Fatima-Zahra sorgt wiederholt für Skandale. Deshalb zieht sie mit ihrem jugendlichen Sohn Selim von Ort zu Ort. Als Selim die Wahrheit über ihre Vergangenheit herausfindet, verspricht sie ihm einen wirklichen Neuanfang. In der marokkanischen Stadt Tanger erschließen sich verheißungsvolle neue Möglichkeiten für beide. Dennoch droht die instabile Mutter-Sohn-Beziehung endgültig zerbrechen.

## Hintergrund
Les damnés ne pleurent pas ist der zweite Spielfilm des zwischen Paris, London und Tanger pendelnden preisgekrönten britischen Regisseurs und Drehbuchautors Fyzal Boulifa. Er versuchte mit dem Werk Melodram und Neorealismus zu verbinden, „um die Geschichte einer Mutter-Sohn-Beziehung am Rande [der Gesellschaft] zu erzählen und die Auswirkungen von Unterdrückung – sowohl wirtschaftlicher als auch affektiver – in einer halsabschneiderischen Welt zu beobachten“. Als Kamerafrau konnte er die preisgekrönte Französin Caroline Champetier gewinnen.
Produziert wurde der Streifen von der Gesellschaft Vixens, in Koproduktion mit Frakas Productions und Kasbah Films. Ebenfalls unterstützt wurde das Projekt von BBC Film, Eurimages, Aide aux cinémas du monde, vom Centre du Cinéma et de l’Audiovisuel de la Fédération Wallonie-Bruxelles sowie Centre Cinématographique Marocain und dem Fonds Image de la Francophonie.
Die internationalen Verwertungsrechte liegen beim Unternehmen Charade.

## Veröffentlichung
Die Premiere von Les damnés ne pleurent pas erfolgte am 8. September 2022 beim Filmfestival von Venedig, wo Boulifas Regiearbeit eine Einladung in die unabhängige Filmreihe Giornate degli Autori (Venice Days) erhielt. Ebenfalls ist eine Präsentation Anfang Oktober beim London Film Festival geplant.
Ein regulärer Kinostart ist noch nicht bekannt. In Frankreich soll Les damnés ne pleurent pas im Verleih von New Story in die Kinos kommen.

## Auszeichnungen
Im Rahmen seiner Präsentation beim Filmfestival von Venedig ist Les damnés ne pleurent pas  für den Queer Lion nominiert. Darüber hinaus folgte eine Nominierung für den Hauptpreis des Filmfestivals von London.